# Yesung
Dans ce nom coréen, le nom de famille, Kim, précède le nom personnel.
Yesung (coréen : 예성), de son vrai nom  Kim Jong-woon (coréen : 김종운) né le 24 août 1984 à Séoul, est un chanteur, danseur et acteur sud-coréen. Il a débuté en tant que membre du boys band de K-pop Super Junior, ainsi que deux de ses sous-groupes, Super Junior-K.R.Y et Super Junior-H. Son nom de scène Yesung signifie « voix artistique » en coréen. En plus de ses activités avec le groupe, il a enregistré des chansons pour divers dramas (série), films, comédies musicales et a également été animateur de radio. Il a commencé sa carrière solo en 2016 avec son album, "Here I Am".

## Biographie
Yesung est né le 24 août 1984 à Séoul, il a un frère cadet du nom de Kim Jongjin (né en 1987). Enfant, il a vécu à Bucheon avant de déménager à Cheonan à ses 10 ans. Dès son plus jeune âge, il est déjà passionné par le chant et la musique. En 1999, il participe au Concours de Chant de Cheonan et remporte une médaille d'or. En 2001, sa mère, Im Bo-kyung, l'inscrit aux auditions du Starlight Casting System de SM Entertainment, où il a impressionné les juges avec sa « voix artistique ». Il est accepté au sein de l'agence et signe un contrat en tant que stagiaire la même année. Son agence lui a donné ce nom de scène qui est un dérivé de la phrase coréenne "예술가의 성대" qui veut dire "les cordes vocales d'un artiste".
En 2016, il avouera que sa mère a changé son nom légal en Kim Jong-hoon (coréen:김종훈) en dépit de lui, cependant nous pouvons toujours voir les membres des Super Junior (ainsi qu'Yesung lui-même) l’identifier en tant que Jong-woon et non Jong-hoon, notamment dans les épisodes de "SJ Returns" sur V Live.

## Carrière

### 2005-2007: Début de carrière
Yesung débute officiellement sa carrière au sein des 12 chanteurs du boys band de K-pop d'abord appelé Super Junior 05 le 6 novembre 2005 sur la scène Inkigayo d'SBS, avec leur tout premier single Twins (Knock Out),.
En mars 2006, SM Entertainment commence à recruter de nouveaux membres pour la prochaine génération de Super Junior. Cependant, les plans changent et l'agence déclare un arrêt dans la formation des futures générations Super Junior. Après l'ajout du treizième membre, Kyuhyun, le groupe laisse tomber le suffixe "05" et devient officiellement crédité en tant que Super Junior. Le premier single "U" du groupe (en tant que Super Junior) est sorti le 7 juin 2006, et était leur single le plus réussi jusqu'à la sortie de "Sorry, Sorry" en mars 2009. À l'automne 2007, le groupe sort son deuxième album officiel, Don't Don, qui devient l'album le plus vendu du groupe et le deuxième album coréen le plus vendu de l'année.
Yesung rejoint en 2007 le sous-groupe Super Junior-K.R.Y. qui rassemble les trois leaders vocaux du boys band ; lui, Ryeowook et Kyuhyun. Cela lui permet également de rejoindre la même année un deuxième sous-groupe, nommé Super Junior-H (Happy).
En dehors des activités du groupe, Yesung anime de septembre 2006 à septembre 2007 la chaîne de radio M.I.R.A.C.L.E for You où les membres de son groupe sont souvent invités. Cependant, avant le premier anniversaire de la radio, Yesung se consacre à la composition de l'album des Super Junior, Don't Don. La dernière date de diffusion est le 8 septembre 2007.

En 2007, avec tous les autres membres de Super Junior, il joue dans le film Attack on the Pin-Up, interprétant le rôle d'une rock star.

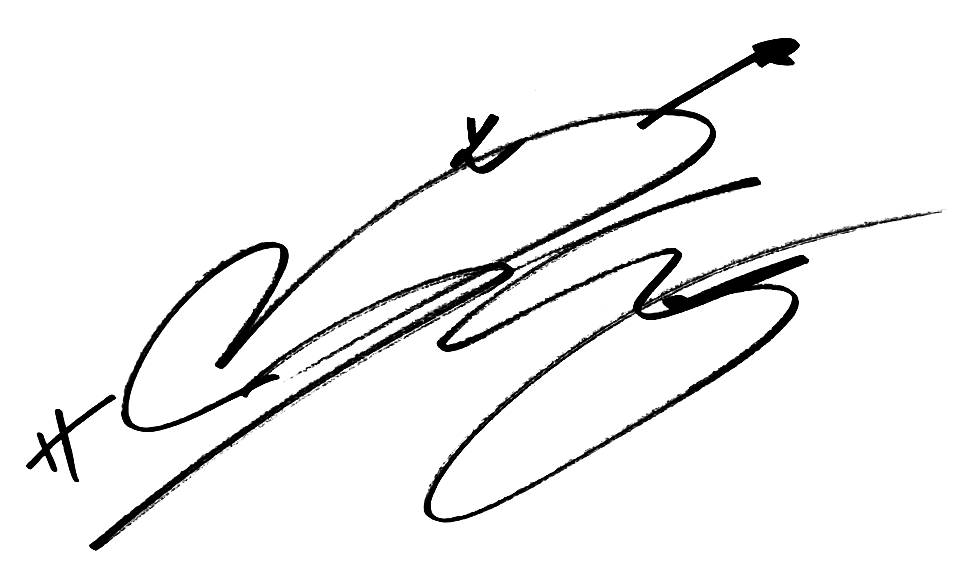
Signature de Yesung

#### 2008-2013: Super Junior-H, les débuts de SJ K.R.Y. au Japon et pause.
Le 9 mai 2008, Yesung est envoyé à l’hôpital après s'être blessé à la jambe pour avoir couru 70 km à un marathon où ses coéquipiers Shindong, Sungmin, Leeteuk, Eunhyuk et Kangin étaient présents. L'événement était en collaboration avec le programme caritatif SBS "Hope TV 24" et l'argent récolté a été donné à une école en Corée du Sud qui risquait de fermer ses portes. En raison de la blessure, Yesung a été incapable de terminer le marathon, mais est apparu sur scène avec des béquilles entourés de ses collègues. Le 8 août, Yesung est renvoyé à l'hôpital après être tombé d'une scène de 1,5 m en répétant au programme musical de KBS, Music Bank. La blessure a aggravé de vieilles blessures du cou et de la taille, il a été hospitalisé pendant deux jours.
En juin 2008, Yesung est devenu membre de Super Junior-H, sortant leur premier mini-album intitulé Cooking? Cooking.
Il a chanté la chanson ballade « Love Really Hurts » pour la bande originale de la série télévisée Tazza, diffusée du 16 septembre au 25 novembre 2008. En 2009, Yesung a fait ses débuts au théâtre dans Namhansanseong (ou South Korean Mountain Fortress), tiré du roman du même nom de Kim Hoon, sur l'incident historique de Byeongja Horan, au Namhansanseong à Gyeonggi. La comédie musicale se concentre sur la vie de gens ordinaires et leur instinct de survie dans des situations difficiles. Yesung joue le méchant « Jung Myung-soo », un serviteur devenu interprète qui se sent triste d'avoir été trahi par son pays, du 9 octobre au 4 novembre, à l'Opéra de Seongnam Arts Center. Le 6 novembre, il a fait une apparition surprise sur la scène de KBS Music Bank avec le groupe SHINee à la place de Jonghyun, qui se remettait de la grippe, pour la performance de « Ring Ding Dong ».
En 2010, Yesung joue dans le rôle-titre de la comédie musicale Hong Gil Dong, aux côtés de son collègue Sungmin.
Pour augmenter sa popularité auprès du public, il chante de nombreux OST pour divers séries télévisées (dramas). Le 31 mars 2010, Yesung contribue à l'OST de la série télévisée Cinderella's Sister. La chanson "It Has To You You" est une ballade qui raconte l'histoire d'un homme qui refuse de chercher une autre fille, sauf celle qu'il aime. Le 4 juin, Yesung l'interprète pour la première fois au Music Bank, la chanson atteint la 3e place du K-Chart. C'est également sa première scène seul.
En juillet 2010, Yesung est apparu avec Leeteuk en tant que MC (présentateur) pour Love Pursuer de MBC. L'émission présente une célébrité coréenne qui se lie d'affection envers un admirateur secret, avec le défi de deviner qui est l'admirateur. Yesung est lui-même le sujet d'admiration d'une célébrité dans l'épisode 10. Lors de l'enregistrement de Dream Team 2 le 21 août 2011, il est tombé d'une plate-forme et s'est à nouveau tordu la taille, mais il aurait été légèrement blessé. Le 4 septembre, il est devenu le nouveau MC de MUZIT, un talk-show musical aux côtés de K.Will et du compositeur Yoo Young-suk. Il a présenté divers talents musicaux de l'industrie musicale coréenne.
Du 1er au 28 octobre 2010, il joue dans sa troisième comédie musicale Spamalot jouant le rôle principal de Sir Galahad.
Le 29 décembre 2010, Yesung et Luna de f (x) ont chanté la chanson "Loving You", sur la deuxième partie de la bande son originale du drama, President, de KBS.
Le 31 janvier 2011 sort un extrait de l'OST du drama d'SBS Paradise Ranch, chanté par Yesung, dont la chanson est intitulée Waiting For You. Avec un style plutôt ballade, c'est à nouveau un succès.

Le 11 février de la même année, le sous-groupe Super Junior-K.R.Y dont il est membre réalise son premier concert à Séoul.
Du 28 février au 21 juin 2011, Yesung remplace temporairement Eunhyuk en tant que DJ radio en partenariat avec Leeteuk sur Kiss the Radio de Super Junior, alors qu'Eunhyuk est absent pour des activités promotionnelles pour le troisième EP Perfection de Super Junior-M. En juin, il rejoint Immortal Songs 2 de KBS où les chanteurs chantent leur propre version des anciennes chansons des légendes de la musique et les gagnants sont sélectionnés en votant. Il perd dans le premier épisode mais remporte le troisième épisode lorsqu'il chante la chanson de Boohwal "The More I Love You".
Son deuxième duo avec Jang Hyejin sort le 14 juillet 2011 dans les charts coréens. "I Am Behind You" est tiré de l'album Cooperation Part 1. Le 18 juillet 2011, la chanson "For One Day" sort, Yesung la chante pour la première fois le 6 octobre 2011 au concert des K.R.Y à Nanjing.
Le 23 octobre 2011, Yesung, en tant que membre des Super Junior, participe au concert SM Town de New York au Madison Square Garden. La photo de couverture du New York Times, section C, présentait Super Junior avec un gros plan de Yesung.
Le 11 novembre 2012, Yesung et son frère Jongjin ouvrent officiellement leur café "Mouse Rabbit Coffee" après leur franchise, "Babtols" et "Handel & Gretel". Le café se situe à Myeongdong.
En novembre 2012, le sous-groupe Super Junior-K.R.Y annonce leurs débuts au Japon avec le single Promise You. Le teaser du clip de ce single fut révélé le 21 novembre 2012, et le clip entier le 23 janvier 2013.
Le 13 février 2013, Yesung participe à l'OST du drama That Winter, The Wind Blows avec la chanson Gray Paper. Le single a été composé par Kangta, Yesung l'a promeut sur la scène d'Inkigayo de SBS le 17 février.

Yesung annonce, début 2013, lors de la tournée Super Show 5 de Super Junior à Séoul, qu'il arrêtera temporairement sa carrière pour effectuer son service militaire obligatoire pendant deux ans, après quatre semaines de formation de base,. Il est parti le 6 mai, et n'a pas été présent en Amérique du Sud pour le Super Show 5,.
Il est revenu de son service militaire le 4 mai 2015.

##### 2014-2017: SM The Ballad, retour avec Super Junior et carrière d'acteur.
Lors de son service militaire en février 2014, Yesung rejoint le groupe SM the Ballad, initialement formé par SM Entertainment en 2010. Sur le deuxième album du groupe, il chante en solo le titre "Blind", qui sort en version coréenne et japonaise chantées par Yesung, cependant il ne participe aux promotions (son service militaire n'étant pas fini à ce moment). Super Junior-K.R.Y. est réuni avec le retour de Yesung de son service, le 4 mai 2015. Une tournée japonaise est donc lancée à Yokohama les 2 et 3 juin, il y a 11 représentations au total dans les arènes de Kobe, Fukuoka et Nagoya.En juillet 2015, SM Entertainment annonce que Super Junior-K.R.Y. commencent leur tournée en Asie à Séoul à la salle olympique de Séoul les 22 et 23 août. Le trio sort un single japonais intitulé "Join Hands" le 5 août 2015.

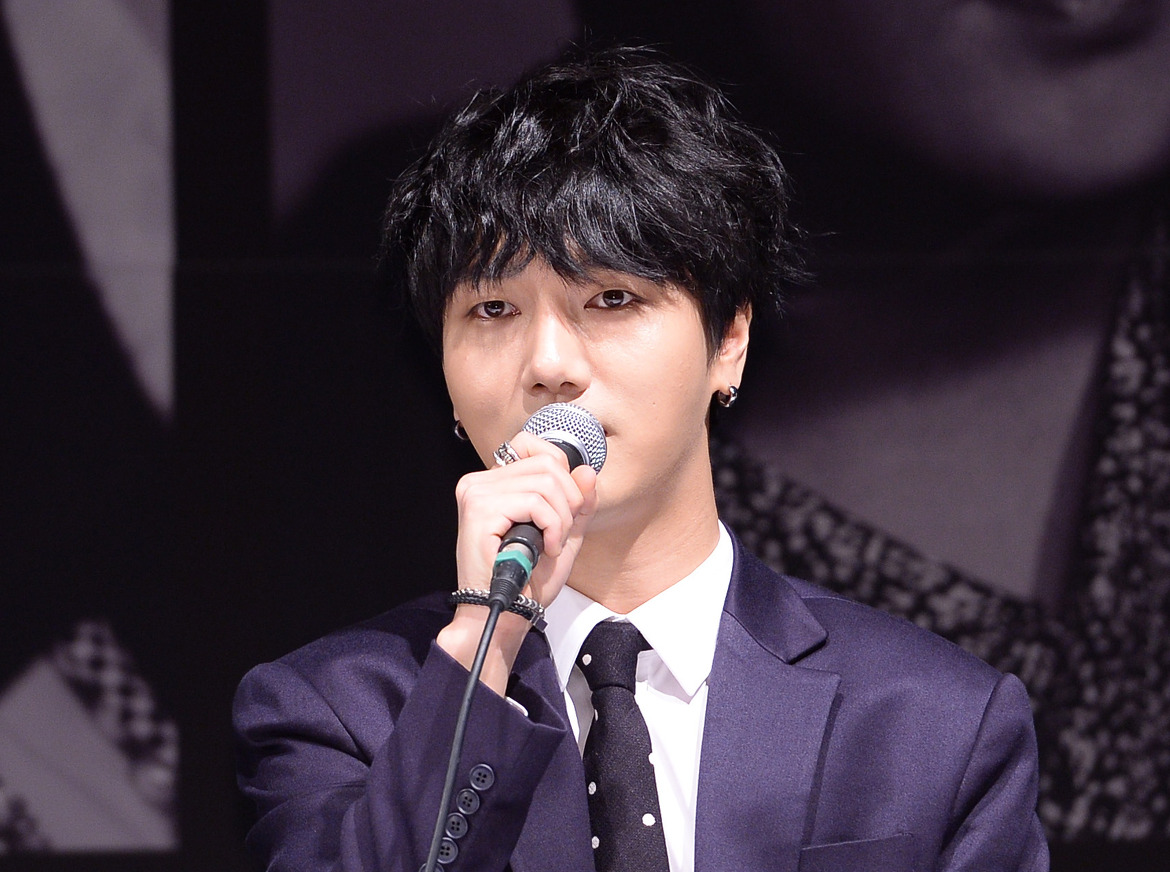
Yesung pour la promotion de Devil (2015)

Le 8 juillet 2015, SM Entertainment annonce un album spécial, Devil, pour célébrer le 10e anniversaire de Super Junior.
En novembre 2015, Yesung joue dans le drame coréen Awl. Il tient aussi le rôle d'un professeur de coréen dans le film My Korean Teacher, en 2016. Puis plus tard, en 2017, dans le drama Voice aux côtés de Jang-Hyuk.

##### Carrière solo
Yesung sort son premier album solo qui s'intitule "Here I Am" en avril 2016. L'album contient 7 titres avec pour single la chanson du même nom, en coréen "문 열어봐". Yesung fait sa première apparition en tant que chanteur solo officiel sur la scène de M Countdown, le 21 avril. Son premier concert solo intitulé "Sweet Coffee" a lieu en juin 2016.
Son deuxième album sort en avril 2017, il s'intitule Spring Falling. L'album contient six titres, avec le single intitulé "Paper Umbrella".

## Discographie

### OST, featurings et carrière solo
| Années | Albums                                            | Chansons |
| ------ | ------------------------------------------------- | --- |
| 2006   | Hyena (OST)                                       | The Night Chicago Died |
| 2006   | Hyena (OST)                                       | The One I Love (한 사람만을) |
| 2006   | Snow Flower                                       | Stop Walking By (걸음을 멈추고) |
| 2007   | Billie Jean, Look at Me                           | Just You |
| 2007   | H.I.T (OST)                                       | Success |
| 2007   | H.I.T (OST)                                       | H.I.T |
| 2007   | Attack on the Pin-Up Boys                         | Are you ready? |
| 2008   | Tazza (타짜)                                      | Love Really Hurts (사랑 참 아프다) |
| 2009   | Partner                                           | Dreaming Hero |
| 2009   | Namhansansung Musical                             | The Trap of North Gate |
| 2010   | Cinderella's Sister (OST)                         | It Has To Be You (너 아니면 안돼) |
| 2010   | Dream Come True (film)                            | Victory Korea |
| 2010   | The President OST                                 | Loving You (너를 사랑하고) |
| 2010   | Paradise Ranch (파라다이스 목장)                  | Waiting For You (널 기다리며) |
| 2011   | Superstar K Chanson thème, Mnet                   | Fly |
| 2011   | I Am Behind You (그대뒤에 있습니다)               | I Am Behind You |
| 2011   | Warrior Baek Dongsoo (무사 백동수)                | For One Day (단 하루만) |
| 2012   | Yoon Il Sang 21st Anniversary 'I’m 21' (Partie 2) | Reminiscence |
| 2012   | I Do, I Do (OST)                                  | She Over Flowers (꽃보다 그녀) |
| 2012   | To the Beautiful You OST (Partie 3)               | SKY |
| 2012   | The King of Dramas OST (Partie 2)                 | Blind for Love (사랑에 멀어서) |
| 2013   | That Winter, The Wind Blows OST (Partie 1)        | Gray Paper (먹지) |
| 2016   | Here I am (Premier album solo)                    | Here I am Spring on me (ft. CHEEZE) Between We Your Echo Confession (ft.Chanyeol EXO) My Dear                                                                              |
| 2017   | Spring Falling (Deuxième album solo)              | Paper Umbrella (봄날의 소나기) Hibernation (겨울잠) All But You (그대뿐인지) Fly (번지점프) At the Time (ft. Super Junior Kyuhyun) (그때로) So Close Yet So Far (비눗방울) |

### Comédies musicales
| Année | Titre                          | Rôle           |
| ----- | ------------------------------ | -------------- |
| 2009  | South Korean Mountain Fortress | Jung Myung-soo |
| 2010  | Hong Gildong                   | Hong Gildong   |
| 2010  | Spamalot                       | Mr. Robin      |
| 2018  | Maybe, Happy Ending            | Oliver         |

## Filmographie
Films
| Année | Titre                                                    | Rôle         |
| ----- | -------------------------------------------------------- | ------------ |
| 2007  | Attack on the Pin-Up Boys                                | La rock star |
| 2010  | Super Show 3, 3D (DVD de la tournée de Super Junior)     | Lui-même     |
| 2012  | I AM. - SM Town Live World Tour in Madison Square Garden | Lui-même     |
| 2013  | Super Show 4, 3D                                         | Lui-même     |
| 2015  | SM Town The Stage                                        | Lui-même     |
| 2016  | My Korean Teacher                                        | Young-un     |

| Année | Titre          | Rôle           |
| ----- | -------------- | -------------- |
| 2015  | Awl            | Hwang Jun-chul |
| 2017  | Voice (보이스) | Oh Hyeon-ho    |

## Tournées
Corée du Sud
- <The Agit> Sweet Coffee - Yesung (2016)
- Yesung Solo Concert  '봄悲' (2017)

Japon
- Super Junior Yesung Japan Tour 2016 ~Books~
- Super Junior Yesung Special Live "Y's SONG"

## Awards et nominations
Voir aussi: Liste des distinctions de Super Junior
| Année | Award                        | Catégorie                 | Nomination       | Résultat   |
| ----- | ---------------------------- | ------------------------- | ---------------- | ---------- |
| 2010  | BGM Cyworld                  | Hall of Fame              | It Has To Be You | Lauréat    |
| 2010  | Cyworld Digital Music Awards | Song of the Month (avril) | It Has To Be You | Lauréat    |
| 2010  | 25th Golden Disk Awards      | Digital Bonsang           | It Has To Be You | Nomination |
| 2010  | 25th Golden Disk Awards      | Popularity Award          | It Has To Be You | Nomination |
| 2010  | 2d MelOn Music Award         | Special Song OST Award    | It Has To Be You | Nomination |
| 2011  | Digital Music Award          | Best OST Award            | It Has To Be You | Lauréat    |
| 2011  | The 5th Music Awards         | Best Rookie Award         | Spamalot         | Nomination |